# Lovre Rogić
Lovre Rogić (Zara, 27 agosto 1995) è un calciatore croato, portiere dell'Anorthōsis.

## Carriera
Cresciuto nel settore giovanile del Sebenico, ha trascorso la prima parte della carriera nelle serie minori del calcio croato e di quello tedesco. In particolare, da gennaio ad agosto 2016 ha fatto parte della rosa del Kalbach, società militante in Verbandsliga, la sesta divisione tedesca. Nel 2018 fa ritorno al Sebenico, con cui ottiene la promozione in massima serie nel 2020. Il 20 marzo 2021 ha esordito in Prva HNL, in occasione dell'incontro perso per 1-0 contro l'Hajduk Spalato.

## Statistiche

### Presenze e reti nei club
Statistiche aggiornate al 6 agosto 2025.
| Stagione        | Squadra          | Campionato      | Campionato | Campionato | Coppe nazionali | Coppe nazionali | Coppe nazionali | Coppe continentali | Coppe continentali | Coppe continentali | Altre coppe | Altre coppe | Altre coppe | Totale | Totale |
| Stagione        | Squadra          | Comp            | Pres       | Reti       | Comp            | Pres            | Reti            | Comp               | Pres               | Reti               | Comp        | Pres        | Reti        | Pres   | Reti   |
| --------------- | ---------------- | --------------- | ---------- | ---------- | --------------- | --------------- | --------------- | ------------------ | ------------------ | ------------------ | ----------- | ----------- | ----------- | ------ | ------ |
| 2014-2015       | Primorac Biograd | 3. HNL          | 0          | 0          | CC              | 1               | -1              | -                  | -                  | -                  | -           | -           | -           | 1      | -1     |
| gen.-giu. 2016  | Kalbach          | VL              | 6          | -9         | -               | -               | -               | -                  | -                  | -                  | -           | -           | -           | 6      | -9     |
| 2018-2019       | Sebenico         | 2. HNL          | 3          | -4         | CC              | 0               | 0               | -                  | -                  | -                  | -           | -           | -           | 3      | -4     |
| 2019-2020       | Sebenico         | 2. HNL          | 0          | 0          | CC              | 3               | -6              | -                  | -                  | -                  | -           | -           | -           | 3      | -6     |
| 2020-2021       | Sebenico         | 1. HNL          | 10         | -9         | CC              | 0               | 0               | -                  | -                  | -                  | -           | -           | -           | 10     | -9     |
| 2021-2022       | Sebenico         | 1. HNL          | 34         | -72        | CC              | 0               | 0               | -                  | -                  | -                  | -           | -           | -           | 34     | -72    |
| 2022-2023       | Sebenico         | 1. HNL          | 34         | -48        | CC              | 0               | 0               | -                  | -                  | -                  | -           | -           | -           | 34     | -48    |
| Totale Sebenico | Totale Sebenico  | Totale Sebenico | 81         | -133       |                 | 3               | -6              |                    | -                  | -                  |             | -           | -           | 84     | -139   |
| 2023-2024       | Sarajevo         | PL              | 7          | -7         | CB              | 2               | -4              | UECL               | 1                  | -2                 | -           | -           | -           | 10     | -13    |
| 2024-2025       | Sarajevo         | PL              | 23         | -14        | CB              | 8               | -4              | UECL               | 0                  | 0                  | -           | -           | -           | 31     | -18    |
| Totale Sarajevo | Totale Sarajevo  | Totale Sarajevo | 30         | -21        |                 | 10              | -8              |                    | 1                  | -2                 |             | -           | -           | 41     | -31    |
| 2025-2026       | Anorthōsis       | AK              | 0          | 0          | CC              | 0               | 0               | -                  | -                  | -                  | -           | -           | -           | 0      | 0      |
| Totale carriera | Totale carriera  | Totale carriera | 117        | -163       |                 | 14              | -15             |                    | 1                  | -2                 |             | -           | -           | 132    | -180   |

## Palmarès

### Club

#### Competizioni nazionali
- Druga hrvatska nogometna liga: 1

Sebenico: 2019-2020
- Coppa di Bosnia: 1

Sarejevo: 2024-2025